# Platypalpus singularis
Platypalpus singularis är en tvåvingeart som först beskrevs av Collin 1960.  Platypalpus singularis ingår i släktet Platypalpus och familjen puckeldansflugor. Inga underarter finns listade i Catalogue of Life.